# Pobres Rico
Pobres Rico é uma telenovela colombiana produzida e exibida pela RCN Televisión entre 7 de maio de 2012 e 24 de janeiro de 2013.
Foi protagonizada por Paola Rey e Juan Pablo Raba e antagonizada por Antonio Sanint, Alina Lozano, Alejandra Azcárate e Jennifer Stteffens.

## Sinopse
Mariela Siachoque é uma jovem bonita de 30 anos, uma mãe solteira, que mora com o filho e o resto de sua família (pai e dois irmãos gêmeos) em um bairro típico da classe média de Bogotá. Gonzalo é um exemplo perfeito da classe alta. Ele tem 33 anos, é um milionário e não tem nenhum problema à vista. Vive de jogos e mulheres e não se preocupa o que acontece com a empresa da qual ele é presidente por herança. Mariela e Gonzalo não se conhecem e, aparentemente, não têm nada em comum. Seus mundos são diferentes, suas classes sociais não cruzam e suas personalidades têm pouco a ver com o outro. No entanto, o destino será responsável por cruzá-los tão inesperadamente.
Vítima de uma armadilha de seu primo Alejandro, que quer manter o cargo de presidente que ele ocupa, Gonzalo é acusado de usar o dinheiro da empresa para lavar ativos e enviar para sua conta corrente dinheiro destituído. Gonzalo não é apenas procurado pela polícia, mas, de um dia para o outro, todas as suas contas são fechadas, seus bens apreendidos e, se ele não aparecer, ele será considerado um fugitivo da justiça. Desesperado e sem saber a quem ir, Gonzalo decide fazer caso à a sua avó Esther, que afirma que eles possuem terras nos arredores da cidade, que seu avô comprou uma vez. Com a intenção de vendê-las e ganhar dinheiro, Gonzalo compromete-se com a cruzada para recuperá-las, confrontando com os Siachoque, a família que vive lá e que afirma possuir o lugar que uma vez compraram ao seu avô.
Como não há provas de uma coisa ou outra, Los Rico não tem escolha senão se estabelecer para viver com o Siachoque, no que é a única casa que eles têm, além de um clube do Tejo que serve como um restaurante e salão de eventos. O encontro desses dois mundos é bastante engraçado. Primeiro, porque Los Rico não entendem como os Siachoque vivem. Se todos tiverem um quarto com banheiro privativo, Los Rico dormirá juntos nas camas e compartilhará um banheiro único entre as mais de 10 pessoas que moram na casa.
Em segundo lugar, porque em suas vidas eles trabalharam e agora eles terão que sobreviver de alguma forma, aprendendo as atividades que o Siachoque desenvolve, para elas, mais humilhante do que a outra. Em terceiro lugar, porque Gonzalo não é nada mais e nada menos do que o primo de Alejandro, o homem que arruinou a vida de Mariela.
Apesar de todos os contratempos, do impossível de viver juntos e dos cruzamentos loucos que existem entre ricos e pobres, o amor entre Mariela e Gonzalo emerge com uma força que nenhum deles consegue parar e essa força faz com isso O tempo que parece irreconciliável começa a ter um motivo. É assim que se odiam profundamente, essas duas famílias se tornam parte do mesmo lado com um objetivo comum: ajudar a Gonzalo a recuperar tudo o que perdeu em troca do clube e da casa para o Siachoque.
Tudo parece ir sobre rodas até Alejandro atacar com todas as suas armas para destruir Mariela, reivindicando paternidade sobre seu filho, que quer assumir o controle a todo custo. Mariela é forçada a fugir com a ajuda de Gonzalo, que depois de encarar seu primo, finalmente consegue aprender a lição. Os Rico estão unidos ao Siachoque e suas vidas irão entrecruzar para sempre. Eles entenderão que não é dinheiro que faz felicidades, mas amor, solidariedade e união. Que não há necessidade de amarrar-se a bens materiais ou luxos, mas aproveitar a vida com tudo o que é bom e ruim.
Afinal, rico não é aquele que tem mais, mas aquele que precisa o mínimo.

## Elenco

### Los Rico
- Juan Pablo Raba - Gonzalo Rico
- María Elena Döehring - Ana María Fernández de Rico
- Antonio Sanint - Alejandro Rico
- Carlos Torres - Gustavo Rico
- Maria Dalmazzo - Gabriela Rico
- Constanza Duque - Ester Blanco, a viúva de Rico

### Los Siachoque
- Paola Rey - Mariela Siachoque
- Diego Vásquez - 'Carlos Siachoque
- Camilo Trujillo - Jhon Alexis Siachoque
- Vanesa Tamayo - Yusmary Siachoque
- Santiago Prieto - Nicolás Rico Siachoque

### Outros personagens
- Alina Lozano - Helena Téllez
- Gustavo Angarita - Omar
- Alejandra Azcárate - Patricia Rubio
- Martha Isabel Bolaños - Lily
- Carlos Hurtado - Salomón Ladino
- Gabriel Ochoa - Felipe Reyes
- Luisa Fernanda Giraldo - Carmenza
- Jennifer Stteffens - Lourdes
- Rodolfo Silva - Gilberto Chamorro
- Santiago Bejarano - Alberto Henao
- Juan Manuel Alzate - Diego Armando León
- Mauricio Donado - Troncoso
- Adelaida Buscató - Begoña
- Milena Granados - Lina

## Versões
- Em 2013 a Televisa, no México realizou uma versão intitulada Qué pobres tan ricos, protagonizada por Zuria Vega e Jaime Camil[2].

## Prêmios e Indicações

### Prêmio TVyNovelas
| Categoria                              | Nomeado(s)                                           | Resultado  |
| -------------------------------------- | ---------------------------------------------------- | ---------- |
| Melhor telenovela                      | Melhor telenovela                                    | Nomeada    |
| Melhor atriz protagonista              | Paola Rey                                            | Nomeada    |
| Melhor atriz antagonista               | Alejandra Azcárate                                   | Ganhadora  |
| Melhor ator antagonista                | Antonio Sanint                                       | Nomeado    |
| Melhor atriz de reparto                | Alina Lozano                                         | Nomeada    |
| Melhor ator de reparto                 | Camilo Trujillo                                      | Nomeado    |
| Melhor ator de reparto                 | Diego Vásquez                                        | Ganhador   |
| Melhor ator revelação                  | Juan Manuel Alzate                                   | Nomeado    |
| Melhor tema musical                    | Nicolás Uribe                                        | Ganhador   |
| Melhor escritor de telenovela ou serie | Juan Manuel Cáceres, Héctor Moncada y Liliana Guzmán | Ganhadores |

### Prêmios India Catalina
| Categoria                                        | Nomeado(s)                                            | Resultado |
| ------------------------------------------------ | ----------------------------------------------------- | --------- |
| Melhor telenovela                                | Melhor telenovela                                     | Nomeada   |
| Melhor diretor de telenovela                     | Pepe Sánchez e Felipe Paz.                            | Nomeados  |
| Melhor historia e livreto original de telenovela | Juan Manuel Cáceres, Héctor Moncada e Liliana Guzmán. | Nomeados  |
| Melhor atriz protagonista de telenovela          | Paola Rey                                             | Nomeada   |
| Melhor ator protagonista de telenovela           | Juan Pablo Raba                                       | Nomeado   |
| Melhor atriz de reparto de telenovela            | Alina Lozano.                                         | Nominada  |
| Melhor atriz de reparto de telenovela            | María Elena Döehring                                  | Nomeada   |
| Melhor ator de reparto de telenovela             | Diego Vásquez.                                        | Ganador   |
| Melhor atriz antagonista de telenovela           | Alejandra Azcárate.                                   | Nomeada   |
| Melhor fotografia de telenovela                  | Jaime Gavilán.                                        | Nominado  |
| Melhor direção de arte                           | Piedad Arango.                                        | Nomeada   |
| Melhor edição de telenovela                      | Marcela Vásquez.                                      | Nomeada   |
| Melhor banda sonora de telenovela                | Nicolás Uribe.                                        | Nomeado   |
| Revelação do ano                                 | Vanessa Tamayo.                                       | Nomeada   |